# Le Riopelle de l'Isle
Le Riopelle de l'Isle est un fromage au lait de vache, pâte molle (triple-crème), croûte fleurie, fait au Québec, Canada. Le fromage crémeux présente des saveurs de champignon.

## Distinctions
- 2002 : Prix de la presse au festival des fromages fins de Warwick
- 2003 : Prix du Public au festival des fromages fins de Warwick
- 2004 : Champion de la catégorie des fromages à pâte molle au Grand Prix des Fromages[2]